# Бучаев, Яхья Гамидович
Яхья Гамидович Бучаев (11 ноября 1971, Махачкала, Дагестанская АССР, СССР) — российский экономист, доктор экономических наук, с 2022 года министр образования и науки Республики Дагестан, ректор Дагестанского государственного университета народного хозяйства (2008 — 2021). По национальности — кумык.

## Биография
Яхья Бучаев родился 11 ноября 1971 года в Махачкале. Окончил с отличием школу №4 в Махачкале. В 1993 году окончил с отличием математический факультет Дагестанского государственного университета. В 2002 году присвоено учёное звание доцента по кафедре математики. В 2004 году защитил докторскую диссертации. В 2006 году присвоено звание профессора. В апреле 2008 года стал ректором Дагестанского государственного университета народного хозяйства. Является автором 127 научных трудов, в том числе 18 монографий. 26 марта 2021 года Глава Дагестана Сергей Меликов объявил об освобождении от занимаемой должности по собственному желанию врио министра образования и науки Уммупазиль Омаровой, назначив на этот пост Яхью Бучаева. 20 апреля 2022 года был утвержден в должности министра.

## Награды и звания
- Медаль Макаренко «За вклад в развитие просвещения, образования и духовно-нравственного воспитания»;
- Заслуженный работник образования Республики Дагестан;
- Лауреат государственной премии Республики Дагестан в области науки и образования.

## Образование
- 1993 — Дагестанский государственный университет, математика;
- 1998 — Дагестанский государственный университет народного хозяйства, экономист;
- 2007 — Дагестанский государственный университет народного хозяйства, менеджмент;
- 2014 — Российская академия народного хозяйства и государственной службы при Президенте Российской Федерации, государственное и муниципальное управление.

## Трудовая деятельность
- 1990 — 1994 – учредитель и директор частного предприятия «Инфо»;
- 1990 — 1996 – заместитель директора предприятия «Культторг»;
- 1993 — 1996 – инженер-программист Дагестанского государственного университета народного хозяйства;
- 1993 — 2008 – преподаватель высшей математики, информатики и экономико-математического моделирования в Дагестанском государственном университете народного хозяйства;
- 1996 — 2008 – декан финансово-экономического факультета, проректор по международным связям Дагестанского государственного университета народного хозяйства;
- 2008 — 2021 – ректор Дагестанского государственного университета народного хозяйства;
- 2021 — 2022 – ВрИО министра образования и науки Республики Дагестан;
- 2022 — н.в. – Министр образования и науки Республики Дагестан;

## Книги
- «Системное моделирование фондового рынка: проблемы и методы»;
- «Системный подход к действиям на фондовом рынке»;
- «Математические и инструментальные методы моделирования  операций на рынке ценных бумаг»;
- «Основные штрихи системного моделирования рынка ценных бумаг»;
- «Модели экономической динамики»;
- «О некоторых операторах Штурма-Лиувилля с негладкими коэффициентами».

## Личная жизнь
Женат. Имеет четверых детей. Отец: Гамид — ректор ДГУНХ (1991—2008), брат Ахмед — ректор ДГУНХ.